# Parachilus insignis
Parachilus insignis är en stekelart som först beskrevs av Henri Saussure 1856.  Parachilus insignis ingår i släktet Parachilus och familjen Eumenidae. Inga underarter finns listade i Catalogue of Life.